# Katet

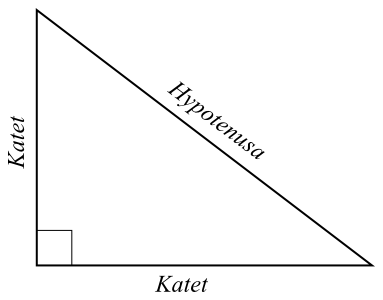
Kateter bildar den räta vinkeln

Katet (plural kateter) kallas var och en av de sidor i en rätvinklig triangel som bildar den räta vinkeln. Motstående sida till den räta vinkeln kallas hypotenusa.
Pythagoras sats ger ett samband mellan storleken på sidorna i en rätvinklig triangel.